# Staci Self
Staci Self (* 2. Juni 1985) ist eine amerikanische Handballspielerin. Sie spielt auf der Torwartposition beim Verein Los Angeles THC.
Self war ursprünglich Fußballtorwart (zuletzt bei New York Magic in der W-League) und begann nach den Olympischen Spielen 2012 mit dem Handball, seit 2013 spielt sie auch in der amerikanischen Nationalmannschaft und nahm mit der Beachhandball-Nationalmannschaft an World Games, Weltmeisterschaften sowie kontinentalen Meisterschaften teil.

## Erfolge
Halle
- 8. Platz Handball-Panamerikameisterschaft der Frauen 2013[1]
- 3. Platz Nor.Ca. Women's Handball Championship 2015
- 10. Platz Handball-Panamerikameisterschaft der Frauen 2015

Beach – Nationalmannschaft
- 6. Platz Pan-Amerikanische Beachhandball-Meisterschaften 2018
- 1. Platz Nor.Ca. Beach Handball Championships 2019
- 10. Platz World Beach Games 2019
- 1. Platz Nor.Ca. Beach Handball Championships 2022

Beach – Verein
- 2. Platz So. Cal Beach Championships 2017; zudem als beste Torhüterin des Turniers ausgezeichnet
- 1. Platz So. Cal Beach Championships 2018
- 2. Platz So. Cal Beach Championships 2019; zudem als beste Torhüterin des Turniers ausgezeichnet